# クリスタベル・パンクハースト

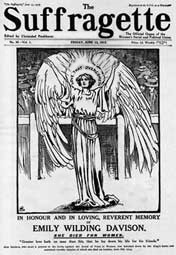
クリスタベル・パンクハーストが編集した新聞 『サフラジェット』、エミリー・ワイルディング・デイヴィソン記念号

クリスタベル・パンクハースト（Dame Christabel Harriette Pankhurst、1880年9月22日 – 1958年2月13日）は、イギリスの女性参政権活動家（サフラジェット）。女性参政権運動（サフラジェット運動）における中心的人物として活動したエメリン・パンクハーストの長女として生まれ、女性社会政治同盟（WSPU）の結成後、自身も活動に身を投じた。特に第一次世界大戦前後には、急進的な思想のもと過激化する運動を指揮した。戦後はアメリカに移り、キリスト教再臨運動の伝道者として精力的に活動した。

## 幼少期と学歴
クリスタベルは、英国における女性参政権運動の指導者エメリン・パンクハーストと、法廷弁護士にして社会主義者であったリチャード・パンクハーストとの間にマンチェスターで生まれた。妹のシルビアとアデラは後に同じくサフラジェットとなった。クリスタベルという名は、サミュエル・テイラー・コールリッジの詩「クリスタベル」にちなんで名付けられた。
歴史家のナンシー・エレン・ルプレヒトは、クリスタベルについて「中流家庭に生まれた長子の教科書的な存在だった。子供時代も大人になってからも、彼女は美しく、知性があり、優雅で、自信があり、魅力的で、カリスマ的だった」と書いている。
クリスタベルは、学校に通い始める前に、独学で文字を覚えた。彼女は2人の妹とともにManchester High School for Girlsに通った後、マンチェスター大学で法学を学んだ。なお、父親が会員であったリンカーン法曹院への入学を申請したが、性別が理由で拒否されている。講演活動や新生WSPUの活動へ傾倒するかたわら、1906年に法学士の試験で第一級の優等学位を得たが、女性であったため弁護士として開業することは許されなかった。その後、クリスタベルはジュネーヴに移り家族の友人と暮らしたが、1898年に父親が亡くなると、他の子供たちを育てる母親を助けるために元の家へ戻った。

## 活動

### 女性参政権運動

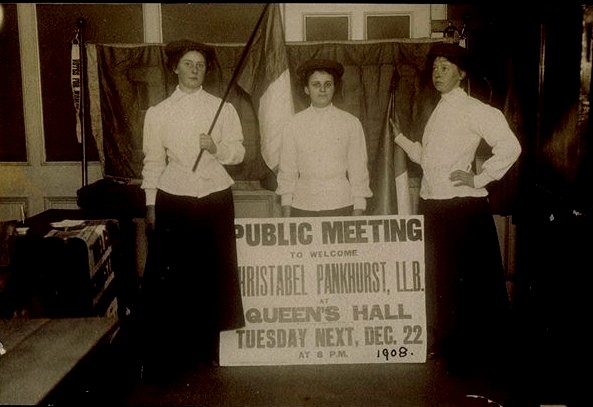
1908年12月、刑務所から出所するクリスタベルを迎えるシャーロット・マーシュ、ドロシー・ラドクリフ、エルザ・ゲイ

1905年、クリスタベルは自由党の集会でエドワード・グレイ卿が女性参政権に関する立場を説明するのを拒否した際、女性の投票権を要求する声を上げて拘束され、警官に唾を吐いた。彼女は逮捕され、仲間のサフラジェットであるアニー・ケニーとともに刑務所へ入れられた。この事件はメディアの関心を集め、事件の裁判を経て、WSPUのメンバー数は膨れ上がった。妹のシルビアとアデラも1年後、議会の外で抗議をしている最中に逮捕された。母エメリンは、娘たちの逮捕後、女性参政権運動のためにさらに過激な行動を取るようになり、自身もその主義主張のために何度も投獄された。

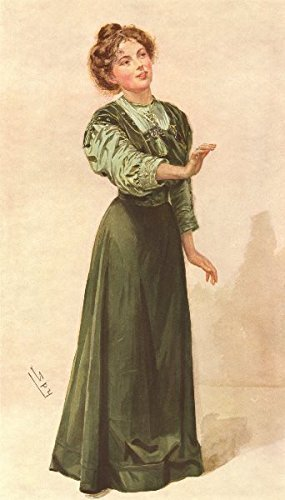
パンクハーストの肖像画（雑誌『バニティ・フェア』、1910年6月15日）

1906年に法学の学位を取得した後、クリスタベルはWSPUのロンドン本部へ移り、書記に任命される。「暴徒の女王」（ "Queen of the Mob"）と呼ばれた彼女は、1907年にはパーラメント・スクエアで、1909年にはボウ・ストリート治安判事裁判所の「ラッシュ裁判」の後に、再び投獄された。WSPUの機関誌『女性に投票権を（Votes for Women）』は、エメリン・ペシック・ローレンスとその夫のフレデリックによって創刊されたが、クリスタベルらの過激な戦術を容認できないとして2人がWSPUを脱退したのち『サフラジェット（The Suffragette）』としてクリスタベルが管理するようになった。
1913-1914年には、「猫とネズミ法」として知られる囚人法（強制摂食などによって体調が悪化した囚人を釈放し、体調が回復すると再逮捕する）の適用を逃れてパリで暮らした。その間も、クリスタベルに代わって『サフラジェット』紙の責任者を引き継いでいたアニー・ケニーやアイダ・ワイリーなど、彼女の助言を求めて海峡を渡ってきた人々を通して助言を提供し続けた。アイリーン・ダラス、ヒルダ・ダラス、ブランチ・エドワーズ、アリス・モーガン・ライトといった運動家たちもパリを訪れ、クリスタベルとクリスマス・ディナーを共にした。
1914年に第一次世界大戦が始まってイギリスに戻ることを余儀なくされたクリスタベルは、国内で再び逮捕された。彼女はハンガー・ストライキを行い、最終的に3年の刑期のうち30日しか服役しなかった。
「調停法案（Conciliation Bills）」の失敗後、クリスタベルはWSPUの「反男性」的局面で影響力を発揮した。性感染症をテーマにした『The Great Scourge and How to End It（大いなる災厄とそれを終わらせる方法）』という本を書き、性の平等（女性参政権）がこうしたの病気との闘いにいかに役立つかを説いた。
妹のシルビアとは意見が合わなかった。シルビアはWSPUの対象を上流・中流階級の女性のみとし、過激な戦術を用いることに反対したが、クリスタベルはそれが必要不可欠だと考えていた。クリスタベルは、参政権は労働者階級の女性が抱える他の問題を解決するためのいかなる原因とも結びけられるべきではない根本要因であり、他の問題はすべて、女性が参政権さえ得ることができれば解決できると考えていた。結果として1914年にシルビアはWSPUを脱退している。

### 第一次世界大戦中の活動
1914年9月8日、長い亡命生活を終えたクリスタベルはロンドンのロイヤル・オペラ・ハウスに登壇し、「ドイツの脅威」についての宣言を行った。このキャンペーンは、WSPUの元書記長ノラ・ダクレ・フォックスが大英帝国連合や国民党と共同で主導していたものであった。彼女は、ノラ・ダクレ・フォックス（後のノラ・エラム）と共に、全国を回って勧誘演説を行った。妹シルビアの回想録には、クリスタベルの支持者の何人かが、私服の若者に出会うたびに白い羽根を渡していたことが書かれている。
1915年4月16日、『サフラジェット』紙は戦時新聞として再発行され、10月15日には『ブリタニア（Britannia）』と改題された。パンクハーストは、毎週その紙面上で、男性の軍事的徴兵と女性の産業的徴兵を求め、国民的奉仕活動に従事させることを要求した。彼女はまた、海岸周辺にいる敵国人を、老若男女を問わずすべて抑留するよう呼びかけた。彼女の支持者たちは、ハイド・パークの集会でプラカードを掲げて、「全員を収容せよ」と叫んだ。敵国と中立国の封鎖をより完全かつ徹底的に実施することを提唱し、これは「消耗戦」でなければならないと主張した彼女は、エドワード・グレイ、ロバート・セシル、ウィリアム・ロバートソン、エア・クロウの辞任を要求した。彼らのやり方が手ぬるいと考えていたためである。『ブリタニア』は何度も警察の手入れを受け、発行部数も『サフラジェット』と比べて伸び悩んだ。実際、キャンペーン・ポスターの印刷のためにノラ・ダクレ・フォックスの父親で印刷会社を経営していたジョン・ドハーティを頼ることもあったが、結局は自前で印刷機を設置せざるを得なくなった。

### 1918年総選挙への立候補
第一次世界大戦の終結後、一部のイギリス人女性に選挙権が与えられると、クリスタベルは自らとエメリンがWSPUの後身として設立した女性党の候補者として、1918年の総選挙に立候補することを表明した。当初、彼女はウィルトシャーのウェストベリーに立候補するとしていたが、土壇場でロイド・ジョージの保守連合と同盟してスタッフォードシャーのスメスウィック選挙区に立候補することとなった。選挙区を変更した理由ははっきりしないが、彼女の最大の支持基盤である「産業」女性の有権者が多数いることに魅力を感じたのだろうという考察がある。パンクハーストは、ロイド・ジョージが連立支持派の候補者に与えた公認証書である「クーポン」を受け取っていなかった。投票の結果、クリスタベルは労働党の候補者である地元の労働組合幹部ジョン・デイヴィソンにわずか775票差（ディヴィソンの9389票に対して8614票を獲得）で敗れた。彼女が獲得した8614票は、女性が参加できるようになった最初の選挙で、立候補した17名の女性の中で最多の得票数であった（なお、この選挙で女性初の国会議員として当選したのはナンシー・アスターである）。

### カリフォルニアへ
選挙に敗れたクリスタベルは、1919年に女性党と『ブリタニア』紙の両方を解散し、1921年にイギリスを離れてアメリカのカリフォルニアへ移った。プリマス・ブレザレンとのつながりを持つ伝道師になり、再臨運動の著名なメンバーとなった。
1922年には、ジョン・ダービの視点に特徴づけられる予言的展望に関連するテーマで書かれた著作 "The Lord Cometh! : The World Crisis Explained" を出版した。再臨に関する他の著作 "Pressing Problems of the Closing Age"（1922年）、"The World's Unrest or Visions of the Dawn"（1926年）を含めた3冊はイギリスと北米の福音主義宗教界において評判となり、クリスタベルは教会等で講演も行うようになった。
カリフォルニア滞在中の1928年に母エメリンが亡くなった。母の死はクリスタベルに大きな衝撃を与えた。

### 帰国と叙勲
1930年に娘ベティを養子に迎えた彼女はイギリスに戻り、1930年代に英国に戻り、再臨の福音を説きながら保守党の政治家候補や思想を支持した。再臨に関する著書はベストセラーとなり、再臨の講演を行えば約1万人収容のロイヤル・アルバート・ホールが何度も満員になったという。
1936年の新年の叙勲において、クリスタベルは大英帝国勲章（Dame Commander of the British Empire, DBE）を授与された。第二次世界大戦が始まると彼女は再び米国へ出発し、1958年の死までカリフォルニア州ロサンゼルスに住んだ。戦中、彼女は政治や女性問題などにも積極的に発言した。戦後、テレビ放送が開始されると、パンクハーストはカリフォルニアの公共放送のパネリストとして頻繁に登場するようになった。

## 死と追贈
1958年2月13日、サンタモニカの居間で背もたれのまっすぐな椅子に正座して死んでいるのを家政婦が発見した。死因は不明、77歳だった。カリフォルニア州サンタモニカのウッドローン記念墓地に埋葬された。

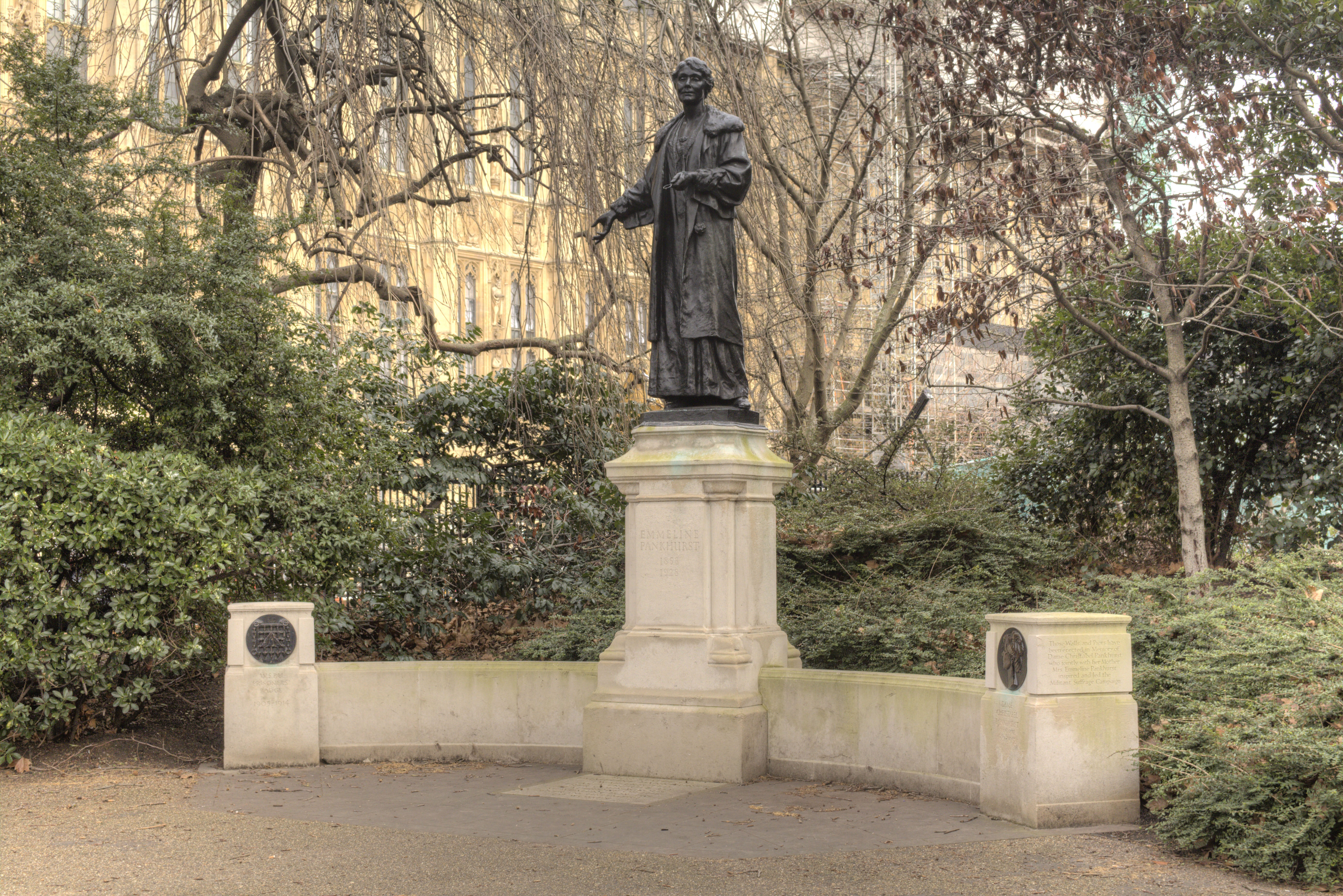
エメリン・アンド・クリスタベル・パンクハースト記念館（ロンドン）

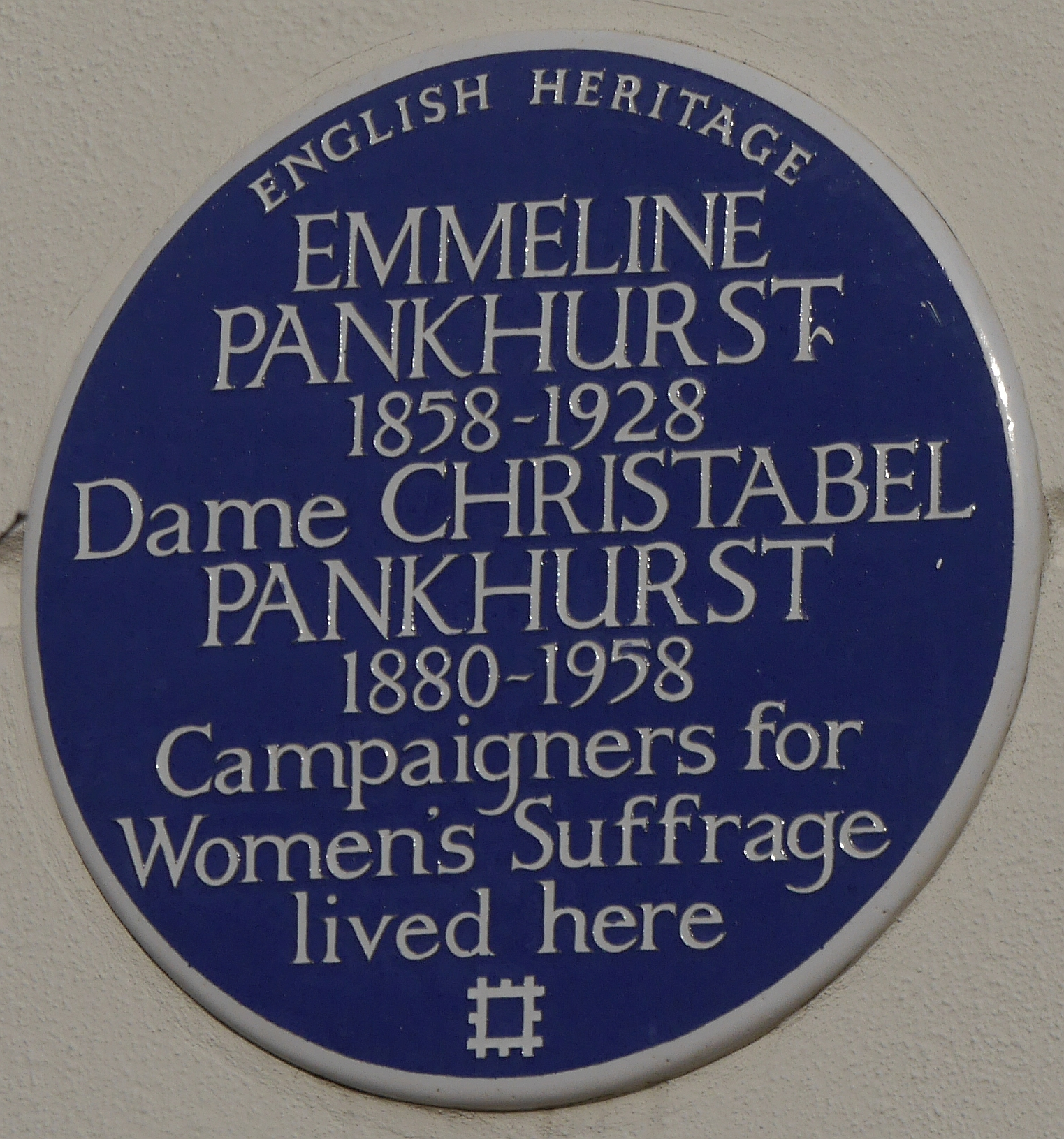
イングリッシュ・ヘリテッジによる、クリスタベルとエメリンのための青いプレート

ヴィクトリア・タワー・ガーデンにあるエメリン・アンド・クリスタベル・パンクハースト記念館には、1959年にクリスタベルの横顔胸像が追加され、キルミュア子爵によって同年7月13日に除幕された。2018年にロンドンのパーラメント・スクエアに設置されたミリセント・フォーセット像の台座には、クリスタベルの名前と肖像（および他の58人の女性参政権支持者の名前）が刻まれている。
2006年、イングリッシュ・ヘリテッジによって、クリスタベルと母エメリンのための青いプレートが、彼女たちが住んでいた50, Clarendon Road, Notting Hill, London W11 3ADに設置された。2018年10月19日には、マーチモント協会によって、8, Russell Square, London WC1B 5BEにも青いプレートが設置された。